# إنغريد غارسيا يونسون
إنغريد غارسيا يونسون (بالإسبانية: Ingrid García-Jonsson)‏ هي ممثلة سويدية إسبانية، ولدت يوم 6 سبتمبر 1991 في سكيلفتيا في السويد.

## روابط خارجية
- إنغريد غارسيا يونسون على موقع IMDb (الإنجليزية)
- إنغريد غارسيا يونسون على موقع قاعدة بيانات الأفلام العربية
- إنغريد غارسيا يونسون على موقع ألو سيني (الفرنسية)
- إنغريد غارسيا يونسون على موقع قاعدة بيانات الفيلم (الإنجليزية)